# Biblioterapia
Biblioterapia – dział arteterapii wykorzystującej użycie wyselekcjonowanych materiałów czytelniczych jako pomocy terapeutycznej w medycynie i psychiatrii, a także poradnictwo w rozwiązywaniu problemów osobistych przez ukierunkowane czytanie.
Biblioterapia zakłada wykorzystanie książek i czasopism dla regulacji systemu nerwowego i psychiki człowieka. Bada również możliwości profilaktycznego traktowania książki i czytelnictwa w szerszych zbiorowościach społecznych.
Termin biblioterapia po raz pierwszy został użyty w 1916 przez Samuela Mc Crothersa w „Atlantic Month”. W 1920 hasło znalazło się w oksfordzkim słowniku języka angielskiego.
Odmianą biblioterapii dla dzieci jest bajkoterapia, czyli terapia przez opowieści, zwane również bajkami-pomagajkami. Jak wykazały badania psychologów, czytając określone historie można dziecku pomóc w wielu trudnych dla niego sytuacjach emocjonalnych, takich jak np. irracjonalne lęki lub pierwsze dni w przedszkolu.